# Rookie del Año de la NBA
El Rookie del Año de la NBA (NBA Rookie Of The Year Award) es un premio anual otorgado por la NBA al jugador más destacado en su primera temporada en la liga. El premio se creó en la temporada 1952-53. El ganador recibe, hasta 2022, el "Trofeo Eddie Gottlieb", nombrado en honor al entrenador de Philadelphia Warriors que lideró al equipo al campeonato de la NBA de 1947, y desde 2023 el "Trofeo Wilt Chamberlain" en honor a la leyenda de la NBA. El ganador es seleccionado por un grupo de 24 periodistas deportivos tanto en los Estados Unidos como en Canadá, votando cada uno por el primer, segundo y tercer puesto. Cada elección en la primera plaza cuenta cinco puntos, en la segunda son tres y en la tercera uno. El jugador con mayor suma de puntos totales, a pesar del número de votos en la primera posición, gana el premio.
Dieciséis de los vencedores del Rookie del Año han ganado también el MVP de la Temporada a lo largo de sus carreras, aunque Wilt Chamberlain y Wes Unseld han sido los dos jugadores que consiguieron ambos galardones en la misma temporada.
Treinta ganadores del Rookie del Año han sido incluidos en el Basketball Hall of Fame.
En tres temporadas ha habido dos ganadores conjuntos: Dave Cowens y Geoff Petrie en la 1970-71, Grant Hill y Jason Kidd en la 1994-95, y Elton Brand y Steve Francis en la 1999-00.
Los jugadores ganadores de este premio no nacidos en los Estados Unidos son: Patrick Ewing (de Jamaica), Tim Duncan (de las Islas Vírgenes de los Estados Unidos), Pau Gasol (de España), Kyrie Irving (de Australia), Andrew Wiggins (de Canadá), Ben Simmons (de Australia), Luka Dončić (de Eslovenia) y Victor Wembanyama (de Francia. Ewing creció en los Estados Unidos y posee la nacionalidad estadounidense y Duncan es ciudadano estadounidense, pero es considerado "internacional" por la NBA, ya que no nació en uno de los 50 estados o en Washington D. C.. Karl-Anthony Towns tiene nacionalidad de la República Dominicana y ha representado internacionalmente a su selección, pero nació y se crio en los Estados Unidos. Kyrie Irving es de padres estadounidenses pero nació en Australia, aunque se crio en los Estados Unidos, país que ha representado internacionalmente.

## Ganadores

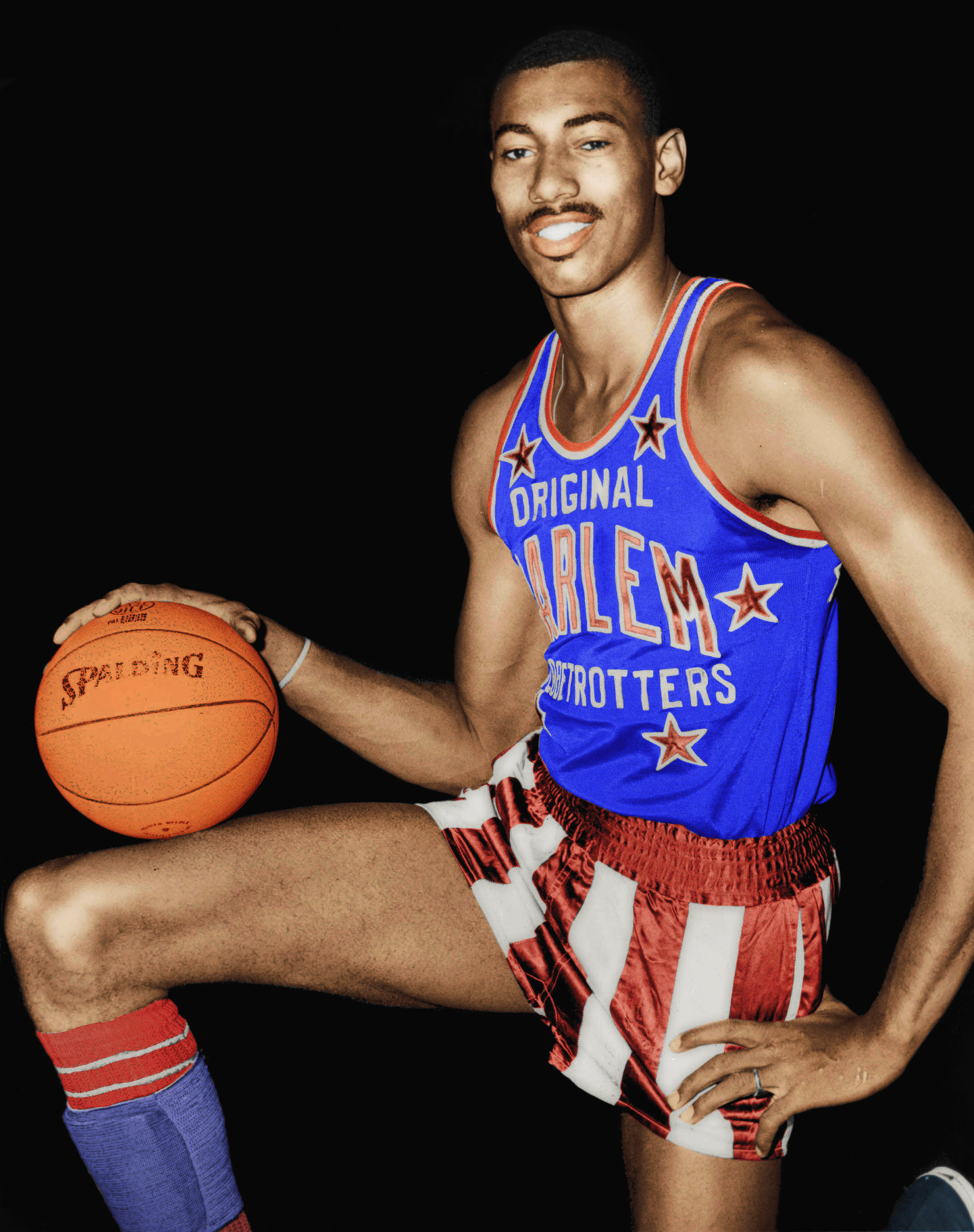
Wilt Chamberlain ganó el premio en la temporada 1959-60.

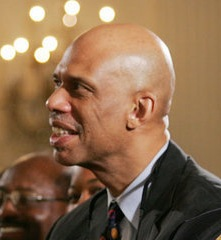
Kareem Abdul-Jabbar ganó el premio en la temporada 1969-70.

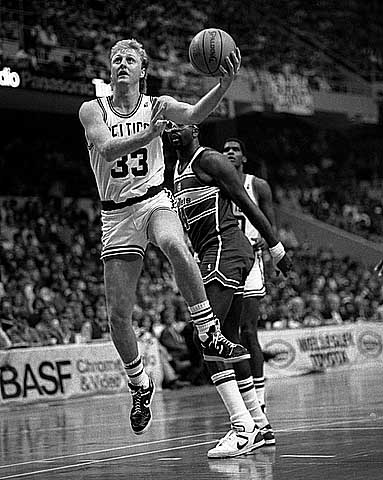
Larry Bird ganó el premio en la temporada 1979-80.

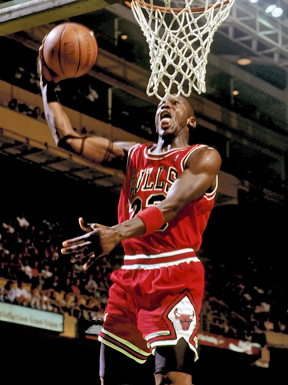
Michael Jordan ganó el premio en la temporada 1984-85.

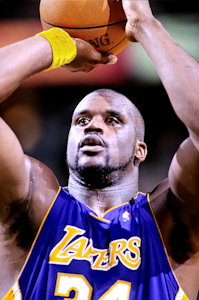
Shaquille O'Neal ganó el premio en la temporada 1992-93.

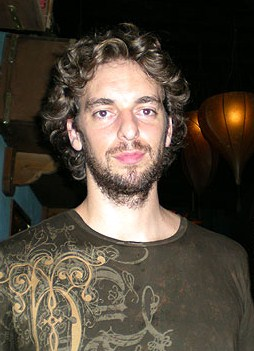
Pau Gasol, primer no estadounidense en ganarlo.

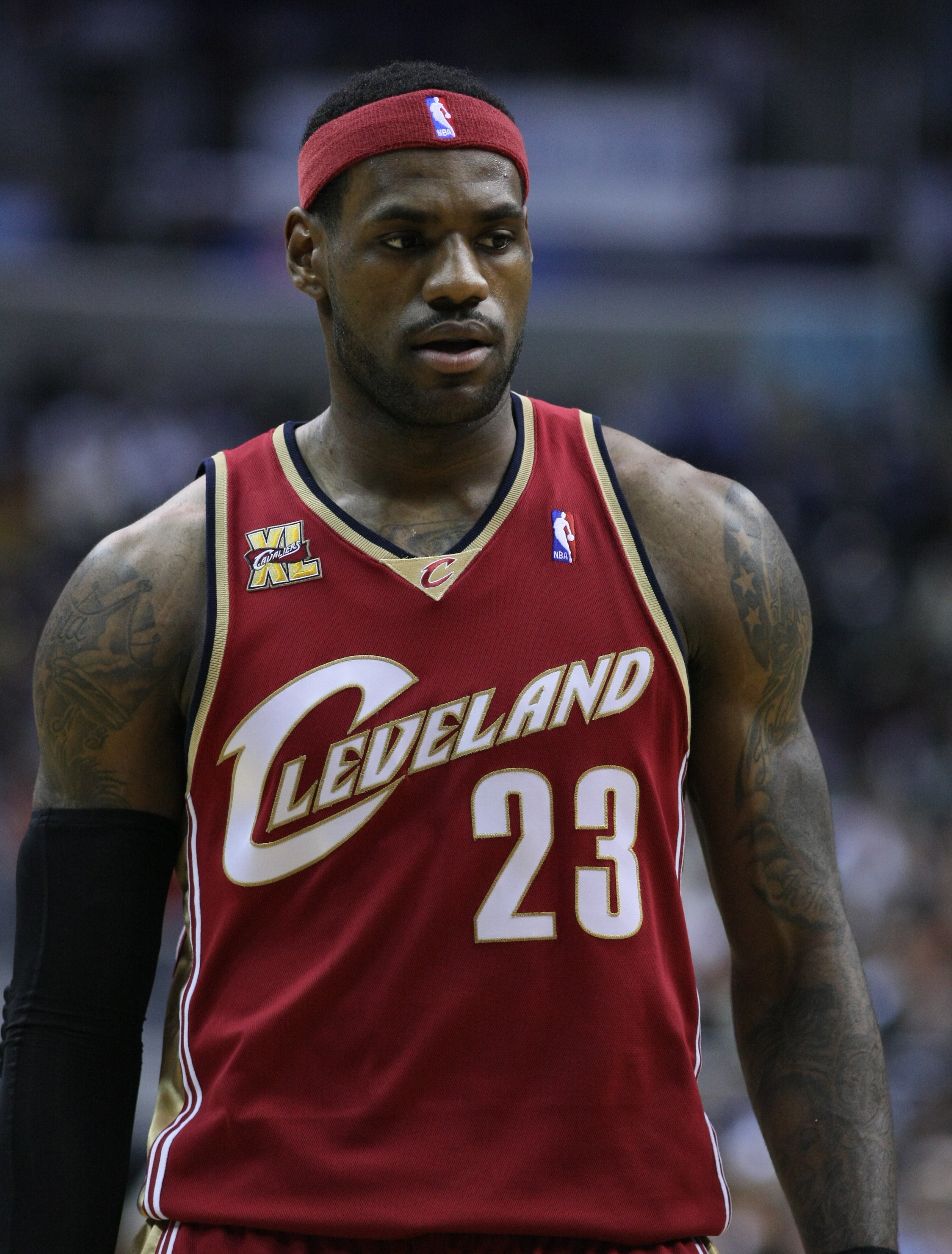
LeBron James ganó el premio en la temporada 2003-04.

|        | Jugador en activo en la NBA                                                      |
|        | Elegido en el Basketball Hall of Fame                                            |
|        | El jugador obtuvo el premio Rookie del Año habiendo sido elegido n.º 1 del draft |
| dagger | El jugador fue elegido ganador de forma unánime                                  |
| §      | El jugador ganó el premio MVP de la Temporada de la NBA en su año rookie         |
| T      | Elección territorial (vigente entre 1949 y 1965)                                 |

| Temporada | Jugador                 | Nacionalidad         | Equipo                            | Draft de la NBA | Draft de la NBA |
| Temporada | Jugador                 | Nacionalidad         | Equipo                            | Elección        | Año             |
| --------- | ----------------------- | -------------------- | --------------------------------- | --------------- | --------------- |
| 1952-53   | Don Meineke             | Estados Unidos       | Fort Wayne Pistons (1)            | 12              | 1952            |
| 1953-54   | Ray Felix               | Estados Unidos       | Baltimore Bullets (1)             | 1               | 1953            |
| 1954-55   | Bob Pettit              | Estados Unidos       | Milwaukee Hawks                   | 2               | 1954            |
| 1955-56   | Maurice Stokes          | Estados Unidos       | Rochester Royals (1)              | 2               | 1955            |
| 1956-57   | Tom Heinsohn            | Estados Unidos       | Boston Celtics (1)                | T               | 1956            |
| 1957-58   | Woody Sauldsberry       | Estados Unidos       | Philadelphia Warriors (1)         | 60              | 1957            |
| 1958-59   | Elgin Baylor            | Estados Unidos       | Minneapolis Lakers                | 1               | 1958            |
| 1959-60   | Wilt Chamberlain §      | Estados Unidos       | Philadelphia Warriors (2)         | T               | 1959            |
| 1960-61   | Oscar Robertson         | Estados Unidos       | Cincinnati Royals (2)             | 1               | 1960            |
| 1961-62   | Walt Bellamy            | Estados Unidos       | Chicago Packers (2)               | 1               | 1961            |
| 1962-63   | Terry Dischinger        | Estados Unidos       | Chicago Zephyrs (3)               | 8               | 1962            |
| 1963-64   | Jerry Lucas             | Estados Unidos       | Cincinnati Royals (3)             | T               | 1962            |
| 1964-65   | Willis Reed             | Estados Unidos       | New York Knicks (1)               | 8               | 1964            |
| 1965-66   | Rick Barry              | Estados Unidos       | San Francisco Warriors (3)        | 2               | 1965            |
| 1966-67   | Dave Bing               | Estados Unidos       | Detroit Pistons (2)               | 2               | 1966            |
| 1967-68   | Earl Monroe             | Estados Unidos       | Baltimore Bullets (4)             | 2               | 1967            |
| 1968-69   | Wes Unseld §            | Estados Unidos       | Baltimore Bullets (5)             | 2               | 1968            |
| 1969-70   | Lew Alcindor            | Estados Unidos       | Milwaukee Bucks                   | 1               | 1969            |
| 1970-71   | Dave Cowens             | Estados Unidos       | Boston Celtics (2)                | 4               | 1970            |
| 1970-71   | Geoff Petrie            | Estados Unidos       | Portland Trail Blazers (1)        | 8               | 1970            |
| 1971-72   | Sidney Wicks            | Estados Unidos       | Portland Trail Blazers (2)        | 2               | 1971            |
| 1972-73   | Bob McAdoo              | Estados Unidos       | Buffalo Braves (1)                | 2               | 1972            |
| 1973-74   | Ernie DiGregorio        | Estados Unidos       | Buffalo Braves (2)                | 3               | 1973            |
| 1974-75   | Jamaal Wilkes           | Estados Unidos       | Golden State Warriors (4)         | 11              | 1974            |
| 1975-76   | Alvan Adams             | Estados Unidos       | Phoenix Suns (1)                  | 4               | 1975            |
| 1976-77   | Adrian Dantley          | Estados Unidos       | Buffalo Braves (3)                | 6               | 1976            |
| 1977-78   | Walter Davis            | Estados Unidos       | Phoenix Suns (2)                  | 5               | 1977            |
| 1978-79   | Phil Ford               | Estados Unidos       | Kansas City Kings (4)             | 2               | 1978            |
| 1979-80   | Larry Bird              | Estados Unidos       | Boston Celtics (3)                | 6               | 1978            |
| 1980-81   | Darrell Griffith        | Estados Unidos       | Utah Jazz                         | 2               | 1980            |
| 1981-82   | Buck Williams           | Estados Unidos       | New Jersey Nets (1)               | 3               | 1981            |
| 1982-83   | Terry Cummings          | Estados Unidos       | San Diego Clippers (4)            | 2               | 1982            |
| 1983-84   | Ralph Sampson           | Estados Unidos       | Houston Rockets (1)               | 1               | 1983            |
| 1984-85   | Michael Jordan          | Estados Unidos       | Chicago Bulls (1)                 | 3               | 1984            |
| 1985-86   | Patrick Ewing           | Estados Unidos       | New York Knicks (2)               | 1               | 1985            |
| 1986-87   | Chuck Person            | Estados Unidos       | Indiana Pacers                    | 4               | 1986            |
| 1987-88   | Mark Jackson            | Estados Unidos       | New York Knicks (3)               | 18              | 1987            |
| 1988-89   | Mitch Richmond          | Estados Unidos       | Golden State Warriors (5)         | 5               | 1988            |
| 1989-90   | David Robinson          | Estados Unidos       | San Antonio Spurs (1)             | 1               | 1987            |
| 1990-91   | Derrick Coleman         | Estados Unidos       | New Jersey Nets (2)               | 1               | 1990            |
| 1991-92   | Larry Johnson           | Estados Unidos       | Charlotte Hornets (1)             | 1               | 1991            |
| 1992-93   | Shaquille O'Neal        | Estados Unidos       | Orlando Magic (1)                 | 1               | 1992            |
| 1993-94   | Chris Webber            | Estados Unidos       | Golden State Warriors (6)         | 1               | 1993            |
| 1994-95   | Grant Hill              | Estados Unidos       | Detroit Pistons (3)               | 3               | 1994            |
| 1994-95   | Jason Kidd              | Estados Unidos       | Dallas Mavericks (1)              | 2               | 1994            |
| 1995-96   | Damon Stoudamire        | Estados Unidos       | Toronto Raptors (1)               | 7               | 1995            |
| 1996-97   | Allen Iverson           | Estados Unidos       | Philadelphia 76ers (1)            | 1               | 1996            |
| 1997-98   | Tim Duncan              | Estados Unidos       | San Antonio Spurs (2)             | 1               | 1997            |
| 1998-99   | Vince Carter            | Estados Unidos       | Toronto Raptors (2)               | 5               | 1998            |
| 1999-00   | Elton Brand             | Estados Unidos       | Chicago Bulls (2)                 | 1               | 1999            |
| 1999-00   | Steve Francis           | Estados Unidos       | Houston Rockets (2)               | 2               | 1999            |
| 2000-01   | Mike Miller             | Estados Unidos       | Orlando Magic (2)                 | 5               | 2000            |
| 2001-02   | Pau Gasol               | España               | Memphis Grizzlies (1)             | 3               | 2001            |
| 2002-03   | Amar'e Stoudemire       | Estados Unidos       | Phoenix Suns (3)                  | 9               | 2002            |
| 2003-04   | LeBron James            | Estados Unidos       | Cleveland Cavaliers (1)           | 1               | 2003            |
| 2004-05   | Emeka Okafor            | Estados Unidos       | Charlotte Bobcats (2)             | 2               | 2004            |
| 2005-06   | Chris Paul              | Estados Unidos       | New Orleans/Oklahoma City Hornets | 4               | 2005            |
| 2006-07   | Brandon Roy             | Estados Unidos       | Portland Trail Blazers (3)        | 6               | 2006            |
| 2007-08   | Kevin Durant            | Estados Unidos       | Seattle SuperSonics               | 2               | 2007            |
| 2008-09   | Derrick Rose            | Estados Unidos       | Chicago Bulls (3)                 | 1               | 2008            |
| 2009-10   | Tyreke Evans            | Estados Unidos       | Sacramento Kings (5)              | 4               | 2009            |
| 2010-11   | Blake Griffin           | Estados Unidos       | Los Angeles Clippers (5)          | 1               | 2009            |
| 2011-12   | Kyrie Irving            | Estados Unidos       | Cleveland Cavaliers (2)           | 1               | 2011            |
| 2012-13   | Damian Lillard          | Estados Unidos       | Portland Trail Blazers (4)        | 6               | 2012            |
| 2013-14   | Michael Carter-Williams | Estados Unidos       | Philadelphia 76ers (2)            | 11              | 2013            |
| 2014-15   | Andrew Wiggins          | Canadá               | Minnesota Timberwolves (1)        | 1               | 2014            |
| 2015-16   | Karl-Anthony Towns      | República Dominicana | Minnesota Timberwolves (2)        | 1               | 2015            |
| 2016-17   | Malcolm Brogdon         | Estados Unidos       | Milwaukee Bucks (2)               | 36              | 2016            |
| 2017-18   | Ben Simmons             | Australia            | Philadelphia 76ers (3)            | 1               | 2016            |
| 2018-19   | Luka Dončić             | Eslovenia            | Dallas Mavericks (2)              | 3               | 2018            |
| 2019-20   | Ja Morant               | Estados Unidos       | Memphis Grizzlies (2)             | 2               | 2019            |
| 2020-21   | LaMelo Ball             | Estados Unidos       | Charlotte Hornets (3)             | 3               | 2020            |
| 2021-22   | Scottie Barnes          | Estados Unidos       | Toronto Raptors (3)               | 4               | 2021            |
| 2022-23   | Paolo Banchero          | Estados Unidos       | Orlando Magic (3)                 | 1               | 2022            |
| 2023-24   | Victor Wembanyama       | Francia              | San Antonio Spurs (3)             | 1               | 2023            |
| 2024-25   | Stephon Castle          | Estados Unidos       | San Antonio Spurs (4)             | 4               | 2024            |

## Ganadores no oficiales
Antes de la temporada 1952-53, el ganador del galardón era seleccionado por periodistas; sin embargo, la NBA no reconoció oficialmente a estos jugadores como vencedores del premio. La liga publicó los ganadores de antes de 1953 en su edición de la Guía Oficial de la NBA de 1993-94 y en la Enciclopedia Oficial de la NBA de 1994, pero dichos ganadores no aparecen en posteriores publicaciones.
| Temporada | Jugador       | Posición        | Nacionalidad   | Equipo                  | Draft    | Draft |
| Temporada | Jugador       | Posición        | Nacionalidad   | Equipo                  | Elección | Año   |
| --------- | ------------- | --------------- | -------------- | ----------------------- | -------- | ----- |
| 1947-48   | Paul Hoffman  | Escolta / Alero | Estados Unidos | Baltimore Bullets       |          | 1947  |
| 1948-49   | Howie Shannon | Escolta / Alero | Estados Unidos | Providence Steamrollers | 1        | 1949  |
| 1949-50   | Alex Groza    | Pívot           | Estados Unidos | Indianapolis Olympians  | 2        | 1949  |
| 1950-51   | Paul Arizin   | Alero / Escolta | Estados Unidos | Philadelphia Warriors   | T        | 1950  |
| 1951-52   | Bill Tosheff  | Escolta         | Estados Unidos | Indianapolis Olympians  | 32       | 1951  |
| 1951-52   | Mel Hutchins  | Alero / Pívot   | Estados Unidos | Milwaukee Hawks         | 2        | 1951  |